# 網際網路金鑰交換
網際網路金鑰交換（英語：Internet Key Exchange，簡稱IKE或IKEv2）是一種網路協定，歸屬於IPsec協定族，用以建立安全關聯（Security association，SA）。它建立在奧克利協定（Oakley protocol）與ISAKMP協定的基礎之上。

## 歷史
1988年11月，網際網路工程任務組在一系列的RFC文件中，定義了這個協定，其中包括了 RFC 2407，RFC 2408以及 RFC 2409。
2005年以後，IKE版本升級到了IKEv2版本，RFC文件有所更新，其中包括 RFC 4306， RFC 4718，RFC 5996以及 RFC 7296。

## 實作
Windows 2000、Windows XP、Windows Server 2003、Windows Vista和Windows Server 2008支援IKE。Windows 7和Windows Server 2008 R2支援IKEv2和MOBIKE。Linux通過Openswan、Libreswan、StrongSwan實作IKE/IKEv2。

## 外部連結
- RFC 2409 The Internet Key Exchange (IKE) （页面存档备份，存于）, Internet Engineering Task Force (IETF)
- RFC 5996: Internet Key Exchange (IKEv2) Protocol) （页面存档备份，存于）, Internet Engineering Task Force (IETF)